# Ralph Frank

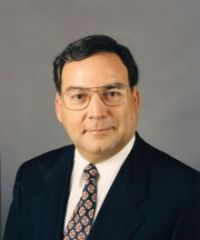
Ralph Frank

Ralph Frank (* 1946) ist ein ehemaliger US-amerikanischer Diplomat, der unter anderem von 1997 bis 2001 Botschafter der Vereinigten Staaten in Nepal sowie zwischen 2003 und 2006 Botschafter in Kroatien war.

## Leben
Ralph Frank absolvierte ein grundständiges Studium an der University of Washington, welches er mit einem Bachelor of Arts (BA) beendete. Ein postgraduales Studium an der University of Washington schloss er mit einem Master of Arts (MA) ab. Er trat als Foreign Service Officer in den diplomatischen Dienst des Außenministeriums und fand in den folgenden Jahren zahlreiche Verwendungen im Ministerium sowie an Auslandsvertretungen.
Am 1. August 1997 wurde er zum Botschafter der Vereinigten Staaten in Nepal ernannt und übergab dort am 4. November 1997 als Nachfolger von Sandra Louise Vogelgesang seine Akkreditierung. Er verblieb auf diesem Posten bis zum 10. August 2001 und wurde daraufhin von Michael E. Malinowski abgelöst. Nach seiner Rückkehr war er im Außenministerium von 2001 bis 2003 Leiter des Referats Karriereentwicklung und Besetzungen (Director, Office of Career Development and Assignments). Im Anschluss erfolgte am 16. April 2003 seine Ernennung zum Botschafter in Kroatien, wo er als Nachfolger von Lawrence G. Rossin am 2. Juli 2003 sein Beglaubigungsschreiben überreichte. Dieses Amt bekleidete er bis zum 7. Januar 2006, woraufhin Robert Bradtke ihn ablöste.